# Mount Rushmore (Band)
Mount Rushmore war eine Rockband aus San Francisco. Gegründet 1967, spielten sie einen harten Bluesrock mit psychedelischen Elementen. Die Band veröffentlichte zwei kommerziell erfolglose Alben und löste sich 1969 wieder auf. An den Aufnahmen beteiligt waren Glen „Smitty“ Smith (Gesang), Mike „Bull“ Bolan (Gitarre), Terry Kimball (Bass) und Travis Fullerton (Schlagzeug).

## Diskografie
- 1968: High on Mount Rushmore
- 1969: ʼ69
- 2002: ʼ69 / High on Mount Rushmore (die beiden Alben auf CD)